# Hedwig Dohm
Marianne Adelaide Hedwig Dohm (nemško: [ˈheːtvɪç ˈdoːm] ; rojena Schlesinger, kasneje Schleh), nemška pisateljica in feministka, * 20. september 1831, † 1. junij 1919.
Bila je zgodnja zagovornica enakopravnosti žensk, ki je pomembno vplivala na razvoj feministične misli v Nemčiji in širše v Evropi. Njeno delo je bilo prelomno zlasti v povezavi s pravico žensk do izobraževanja, ekonomske neodvisnosti in politične participacije.

## Življenje
Hedwig Dohm se je rodila v meščanski judovski družini, ki se je kasneje pokristjanila. Poročila se je z urednikom časnika Kladderadatsch Ernstom Dohmom, s katerim je imela pet otrok. Bila je babica pisateljice Katie Mann.
Kljub pomanjkanju formalnega izobraževanja se je Dohm kot smoukinja posvetila pisanju in družbeni kritiki, pri čemer se je zavzemala za radikalne spremembe v družbenem položaju žensk. Leta 1867 je izdala svojo prvo razpravo, ki je obravnavala zgodovinski razvoj španske narodne književnosti.
Po smrti svojega moža leta 1883 se je Hedwig Dohm začela posvečati pisanju leposlovja. Kmalu zatem pa se je znova osredotočila na pisanje razprav, v katerih je zagovarjala zakonsko, socialno in ekonomsko enakost žensk ter njihovo volilno pravico. Bila je aktivna članica nemškega društva Frauenwohl, ki si je prizadevalo za izboljšanje življenjskih razmer žensk. V javnosti je spregovorila tudi proti prvi svetovni vojni in objavljala pacifistične članke v komunističnireviji Die Aktion.
Hedwig Dohm je umrla v Berlinu pri 87 letih.

## Feministična misel
Dohm je bia ena izmed prvih nemških intelektualk, ki je zagovarjala pravico žensk do visokega šolstva, ekonomske samostojnosti in splošne volilne pravice. V eseju Die Antifeministen (1902) je ostro obračunala s tedanjimi nasprotniki emancipacije, pri čemer ni prizenašala niti znotraj feminističnega tabora bolj konservativnim pogledom.
V nasprotju s takrat prevladujočim meščanskim feminizmom je Dohm poudarjala nujnost spremembe strukture družbe, ne le izboljšanja položaj žensk v obstoječem okviru. Hedwig Dohm je bila ena izmed redkih avtoric, ki je že v 19. stoletju presegla esencialistične predstave o ženskosti in zahtevala popolno družbeno enakopravnost. 
Dohm se je tudi kritično opredeljevala do institucije zakona. V svojem satiričnem eseju Werde, die du bist! se zavzema za samoodločbo žensk in zavrača tradicionalne ženske vloge. Dohm je odpirala vprašanja, ki so se kasneje izkazala kot ključna za drugo feministično valovanje, kot denimo pravica do svobodne izbire partnerskega življenja.

## Politični vpliv
Čeprav so bile njene ideje v času njenega življenja pogosto deležne ostrih kritik, je Dohm pomembno vplivala na nemško in evropsko feministično misel. Njena zahteva po volilni pravici žensk je bila še posebej prelomna. Dohm je bila ena izmed prvih zagovornih splošne in enake volilne pravice za ženske v nemškem prostoru.

## Zapuščina
Dela Hedwig Dohm so bila dolgo časa spregledana, a v zadnjih desetletjih ponovno odkrita in analizirana z vidika feministične teorije. Danes velja za eno ključnih osebnosti evropskega feminizma 19. stoletja in predhodnico kasnejših feminističnih mislecev in mislelk. 

## Literarna dela
- Was die Pastoren von den Frauen denken, 1872
- Der Jesuitismus im Hausstande, 1873
- Die wissenschaftliche Emanzipation der Frau, 1874
- Der Frauen Natur und Recht, 1876
- Antifeministke. Knjiga o dokazovanju , 1902
- Mama. Ein Beitrag zur Erziehungsfrage , 1903
- Der Mißbrauch des Todes, 1915